# 名鉄知多タクシー
名鉄知多タクシー株式会社（めいてつちたタクシー、英: Meitetsu Chita Taxi Co.Ltd.）は、愛知県半田市に本社を置く名鉄タクシーホールディングス傘下のタクシー会社である。

## 概要
営業エリアは知多半島全域。

## 営業所
- 東海営業所（東海市）
- 半田営業所（半田市）
- 常滑営業所・配車センター（常滑市）